# Regenerationspartei
Die Regenerationspartei (portugiesisch Partido da Regeneração oder Partido Regenerador) war eine der beiden bedeutenden politischen Parteien während der konstitutionellen Phase der portugiesischen Monarchie. Sie ging aus der Bewegung der Cartisten hervor und repräsentierte den konservativen Teil des portugiesischen Parteienspektrums. Nach heutigen Maßstäben könnte man sie als rechtsliberal-konservativ bezeichnen. Seit ihrer Gründung 1851 bis zum Ende der portugiesischen Monarchie 1910 stellte sie die Mehrzahl der portugiesischen Regierungen. Ihr bedeutendster Gegenspieler war die Historische Partei, später die Progressive Partei.
Die Regeneration stellte 1851–1856, 1859/1860, 1871–1877, 1878/1879, 1881–1886, 1893–1897, 1900–1904 und 1906 die portugiesische Regierung. 1865–1868 regierte sie gemeinsam mit der Historischen Partei in einer großen Koalition. 1906–1908 regierte eine Abspaltung der Partei, die Liberale Regenerationspartei. Der letzte Ministerpräsident der Monarchie (1910), António Texeira de Sousa, der allerdings bereits völlig ein Mann des Überganges war, gehörte ebenfalls der Regenerationspartei an.
Die wichtigsten Politiker der Regenerationspartei waren: João Carlos de Saldanha Oliveira e Daun, bekannt unter seinem Adelsnamen als Herzog von Saldanha; António José de Sousa Manoel de Menezes Severim de Noronha, bekannt als Herzog von Terceira; Joaquim António de Aguiar, António Maria de Fontes Pereira de Melo, António de Serpa Pimentel und Ernesto Rodolfo Hintze Ribeiro. Der letzte bedeutende Ministerpräsident der Monarchie, João Franco Ferreira Pinto Castelo Branco, gehörte einer Gruppe an, die sich von der Regenerationspartei abgespalten hatte.
Nach Ende der Monarchie spielte die Partei keine politische Rolle mehr und löste sich auf.

## Geschichte der Partei
Gegründet wurde die Partei durch den Herzog von Saldanha. Dieser führte, nachdem er die zweite Regierung des Diktators António Bernardo da Costa Cabral, des Markgrafen von Tomar, 1851 gestürzt hatte, das Land bis 1856 mit diktatorischen Vollmachten. Er sammelte cartistischen Politiker um sich und gründete die Regenerationspartei, zunächst weniger als Partei im modernen Sinne, sondern mehr als parlamentarischen Unterstützungsverein für sich selbst. 1856 entließ der neue König, Peter V. den Herzog von Saldanha und ernannte zum ersten Mal eine Regierung der Historischen Partei. Die Regenerationspartei verlor so zunächst die Macht.
In Portugal entwickelte sich eine oligarchische parlamentarische Monarchie. Die Politiker sowohl der Regenerations- als auch der Historischen Partei entstammten beide der Klasse des Großbürgertums. Da es sich um eine kleine abgeschlossene Gruppe von Personen handelte, die alle den gleichen Hintergrund hatten, bildete sich ein System der regelmäßigen Rotation in der Regierungsausübung, in der portugiesischen Geschichtsschreibung Rotativismo genannt. Sobald eine Partei dabei nicht mehr in der Lage war, die Regierung auszuüben, gab sie ihr Mandat an den Monarchen zurück, dieser ernannte dann einen Regierungschef aus der Opposition. Erst danach löste der Monarch das Parlament auf, so dass sichergestellt war, dass die gerade zu Regierungsverantwortung gekommene Partei auch eine parlamentarische Mehrheit bekam, was man notfalls durch Manipulation der Wahlen sicherstellte (was nicht schwer war, angesichts der Tatsache, dass sowieso nur ein Prozent der Bevölkerung wahlberechtigt war). Bei diesem System wechselten sich die beiden großen Parteien also in der Regierungsverantwortung ab, wobei man darauf achtete, dass beide ungefähr die gleiche Zeit regierten.
So verlor die Regenerationspartei bei den auf die Regierungsbildung der Historischen Partei folgenden Wahlen 1856 und 1858 einen Großteil ihrer parlamentarischen Sitze und sank praktisch zu einer Splitterpartei herab.
1859 kam es zu einem erneuten Wechsel, neuer Regierungschef wurde der Herzog von Terceira von der Regenerationspartei, ein Held des Miguelistenkrieges. Er verstirbt allerdings nach einem Jahr im Amt, sein Nachfolger wird Joaquim António de Aguiar, ein Gründungsmitglied der Regenerationspartei.
Aguiar kann sich allerdings nur kurze Zeit im Amt halten, er kann nicht verhindern, dass die Historische Partei erneut die Macht übernimmt. Die Wahlen von 1861 führen dann zu einer Niederlage der Regeneration. Aguiar gelingt es, eine „große Koalition“ mit der Historischen Partei einzugehen, bei den Wahlen von 1865 treten die beiden großen Parteien mit einer gemeinsamen Liste an. Von 1865 bis 1868 regiert dann eine Regierung der großen Koalition (auf Portugiesisch Governo da fusão) unter der Führung Aguiars.
Die Unzufriedenheit im Volk mit dieser Regierung, die sich durch eine Reihe von unpopulären Maßnahmen in Misskredit brachte, und das Fehlen einer Alternative (da ja beide große Parteien in der Regierung vertreten waren) war groß. Am Neujahrstag 1868 kam es zu gewalttätigen Demonstrationen in Lissabon, über die die Regierung Aguiar schließlich stürzte. Von der Historischen Partei hatte sich inzwischen ein Flügel, der gegen die Koalition mit der Regenerationspartei war, abgespalten, diese neue Partei, die Reformistische Partei übernahm jetzt kurz die Macht. Auf diese folgte wieder eine Regierung der Historischen Partei. Die Regenerationspartei spielte in dieser Zeit kaum eine Rolle, vernichtenden Wahlniederlagen (bei den Wahlen von 1868 erringt die Partei 13, bei den Wahlen von 1870 14 Abgeordnete) spiegeln den Niedergang der Regeneration in dieser Zeit wider.
Dies ändert sich, als 1871 António Maria de Fontes Pereira de Melo Ministerpräsident wird. Er regiert bis 1877 und führt damit die längste Regierung die Portugal überhaupt während dieser Phase seiner Geschichte hatte. Fontes de Melo gilt als der wichtigste Politiker der Regenerationspartei. Der zunehmende Erfolg der Partei bei den Wahlen während dieser Jahre (1871 22 Abgeordnete, 1874 78 Abgeordnete, 1878, während der zweiten Regierung Fontes de Melo, 149 Abgeordnete) spiegelten die Beliebtheit von Fontes de Melo wider. Fontes de Melo war insgesamt dreimal Ministerpräsident, seine letzte Regierung endete 1886. 1887 verstirbt Fontes de Melo, der seine Partei nicht nur als Regierungschef, sondern in den Phasen, als die Regenerationspartei nicht an der Regierung war, auch als Oppositionsführer, entscheidend geprägt hatte.
1890 wird mit António de Serpa Pimentel erneut ein Politiker der Regenerationspartei Regierungschef. In seine Regierungszeit fällt eine folgenschwere Auseinandersetzung mit Großbritannien um die portugiesischen Kolonialgebiete in Afrika. Portugal kontrollierte damals nur die Küstengebiete seiner beiden großen Kolonien Portugiesisch West- und Ostafrika (das heutige Mosambik und Angola) wirklich, nicht jedoch das Hinterland. Das Land lancierte nun den Plan, die Kolonien in das Hinterland so weit auszudehnen, dass sich die beiden Gebiete berühren würden, um so ein zusammenhängendes großes portugiesisches Kolonialreich in Afrika zu schaffen. Dieser Plan kollidierte mit britischen Vorstellungen, die ihre Kolonien von Ägypten bis Südafrika ebenfalls verbinden wollten. Die Briten stellten den Portugiesen ein Ultimatum, angesichts der machtpolitischen Realitäten blieb der portugiesischen Regierung nichts anderes übrig, als das Ultimatum zu akzeptieren, auf den Ausbau des Kolonialreiches also zu verzichten. In Portugal hatte der Plan, das Kolonialreich in Afrika auszubauen, zu einer Welle nationalistischer Begeisterung geführt. Entsprechend groß war die Enttäuschung, als man darauf verzichten musste. Die Regierung de Serpa Pimentel fiel darüber, beide große Parteien, ja die gesamte classe politique geriet in den Augen in der Öffentlichkeit in Misskredit, der sich sogar auf die Monarchie selbst ausdehnte. In dieser Zeit begann die republikanische Strömung in Portugal zum ersten Mal an Boden zu gewinnen.
Der König, Karl I., sieht sich gezwungen, von dem traditionellen System des Rotativismo abzuweichen und in der Zeit von 1890 bis 1893 überparteiliche Regierungen zu ernennen. In diese Zeit fällt auch der portugiesische Staatsbankrott des Jahres 1891. 1893 folgt dann Ernesto Rodolfo Hintze Ribeiro, der letzte bedeutende Regierungschef aus den Reihen der Regenerationspartei.
Das Land kehrte ein letztes Mal zum traditionellen System des Rotativismo zurück, die Rotation fand jetzt zwischen der Regenerationspartei und der Progressiven Partei statt, die die Nachfolge der Historischen Partei angetreten hatte. Hintze Ribeiro ist insgesamt dreimal Regierungschef, er regierte von 1893 bis 1897, von 1900 bis 1904 und im Jahr 1906. In den Zwischenräumen regierte jeweils die Progressive Partei.
Während dieser Zeit zeigt sich deutlich die Krise des Ancien Régime. Kolonialkonflikt und Staatsbankrott hatten das Vertrauen der Bevölkerung in die Monarchie untergraben. Eine stetige Verstärkung der republikanischen Strömung war die Folge. Auch wenn die – nach wie vor gelenkten – Wahlen, die Stärke der Republikaner noch nicht widerspiegelten, war es offensichtlich, dass das monarchische System die Kontrolle verlor. Die Monarchisten, sowohl auf Seiten der Regenerations- als auch auf Seiten der Progressiven Partei, reagierten kopflos, anstatt sich gegen die Republikaner zu verbünden, stritten sie untereinander. So kam es 1901 zu einer Spaltung innerhalb der Regenerationspartei, die das Ende der Partei einläutete. João Franco verlässt zusammen mit einigen seiner Anhänger die Regenerationspartei und gründet die Liberale Regenerationspartei. Die Regierung verliert, als auch weitere Gruppen innerhalb der Regenerationspartei ihr die Unterstützung versagen, ihre parlamentarische Mehrheit, die Cortes werden aufgelöst, Neuwahlen ausgeschrieben, Hintze Ribeiro kann sich jedoch zunächst an der Macht halten. Nach einem letzten Zwischenspiel der Progressiven, erhält er erneut (1906) den Auftrag zur Regierungsbildung, kann sich jedoch gegen die anarchische Situation im Lande nicht durchsetzen und muss nach wenigen Monaten zurücktreten.
Der König ernennt daraufhin João Franco zum Ministerpräsidenten, der ja vorher aus der Regenerationspartei ausgetreten war. Dieser regiert von 1906 bis 1908 mit diktatorischen Vollmachten, es gelingt ihm jedoch ebenfalls nicht, das Ruder noch einmal herumzureißen. Am 1. Februar 1908 wird die König und der Thronfolger bei einem Attentat in Lissabon erschossen. Der neue König, Manuel II., entlässt João Franco und ernennt eine Reihe von überparteilichen Regierungen, die aber dem Anwachsen der Republikaner nichts mehr entgegenzusetzen haben. 1910 wird dann die portugiesische Monarchie gestürzt, Portugal wird als einer der ersten Staaten eine Republik.
Vielleicht ist es eine Ironie der portugiesischen Geschichte, das der letzte Ministerpräsident der Monarchie, ein gewisser António Teixeira de Sousa, der 1910 nur für kurze Zeit Ministerpräsident war, und ansonsten keine Spuren in der portugiesischen Geschichte hinterlassen hatte, ebenfalls ein Mitglied der Regenerations- und damit der ältesten portugiesischen Partei war. Mit Ende der Monarchie hatte die Partei ihre politische Daseinsberechtigung verloren und versank in der Bedeutungslosigkeit. 1909 hatte sie sich zudem in zwei konkurrierende Flügel mit zwei Parteichefs gespalten. Viele ihrer Mitglieder blieben allerdings der monarchischen Bewegung treu, die während der ersten Republik in Portugal – vergeblich – mehrmals versuchte, das Rad der Geschichte zurückzudrehen.